# Ernestyna Bielska
Ernestyna Bielska, z d. Kopeć (ur. 16 sierpnia 1975) – polska lekkoatletka specjalizująca się w biegach średniodystansowych, medalistka mistrzostw Polski, reprezentantka Polski.

## Kariera sportowa
Była zawodniczką Wawelu Kraków.
Na mistrzostwach Polski seniorek na otwartym stadionie zdobyła dwa brązowe medale: na 1500 metrów w 1995 oraz na 10 000 m w 1999. Na halowych mistrzostwach Polski seniorek wywalczyła trzy medale: srebrny w biegu na 1500 metrów oraz brązowy w biegu na 800 metrów w 1996 i brązowy w biegu na 1500 metrów w 1995.   
Reprezentowała Polskę na mistrzostwach świata juniorów w biegu przełajowym w 1993, gdzie zajęła 82. miejsce w biegu na 4 km.
Rekordy życiowe:
- 800 m – 2:07,27 (12.08.1995)
- 1000 m – 2:51,88 (20.08.1994)
- 1500 m – 4:21,91 (20.08.1995)
- 5000 m - 16:22,70 (2.07.1999)
- 10 000 m - 34:43,10 (4.07.1999)